# Spektroskop

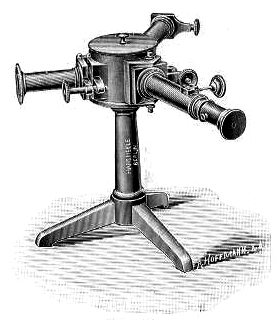
Spektroskop

Spektroskop – przyrząd służący do przeprowadzania zdalnej analizy poprzez badanie widma odpowiadającego określonemu rodzajowi promieniowania (np. promieniowanie świetlne, rentgenowskie, akustyczne).
Spektroskop optyczny jest to przyrząd służący do otrzymywania i analizowania widm promieniowania świetlnego (od podczerwieni do nadfioletu). Składa się z poziomej tarczy z podziałką kątową, w środku której umieszczony jest pryzmat lub siatka dyfrakcyjna, lunety obracanej wokół tarczy oraz kolimatora, wyposażonego w źródło światła.
W 1863 brytyjski astronom William Huggins wykazał przy pomocy spektroskopu, że gwiazdy składają się z tych samych pierwiastków, jakie występują na Ziemi.